# 日本の信用組合一覧
日本の信用組合一覧（にほんのしんようくみあいいちらん）は、日本の信用協同組合（信用組合）を一覧にしたものである。
2023年11月20日現在、全国に143の信用組合が存在する。
2016年2月現在、奈良県・鳥取県・徳島県・愛媛県・沖縄県の5県は本店を有する信用組合が存在しない。このうち、奈良県と愛媛県はかつて存在したが、奈良県は1997年、愛媛県は1999年に消滅している。
一覧の（）内の地名は本店所在地。

## 北海道
- 北央信用組合（札幌市中央区）
- 札幌中央信用組合（札幌市中央区）
- ウリ信用組合（札幌市中央区）
- 函館商工信用組合（函館市）
- 空知商工信用組合（美唄市）
- 十勝信用組合（帯広市）
- 釧路信用組合（釧路市）

## 東北

### 青森県
- 青森県信用組合（青森市）

### 岩手県
- 杜陵信用組合（盛岡市）
- 岩手県医師信用組合（盛岡市）

### 宮城県
- 石巻商工信用組合（石巻市）
- 古川信用組合（大崎市）
- 仙北信用組合（栗原市）

### 秋田県
- 秋田県信用組合（秋田市）

### 山形県
- 北郡信用組合（村山市）
- 山形中央信用組合（長井市）
- 山形第一信用組合（東置賜郡高畠町）
- 山形県医師信用組合（山形市）

### 福島県
- 福島県商工信用組合（郡山市）
- いわき信用組合（いわき市）
- 相双五城信用組合（相馬市）
- 会津商工信用組合（会津若松市）

## 関東

### 茨城県
- 茨城県信用組合（水戸市）

### 栃木県
- 真岡信用組合（真岡市）
- 那須信用組合（那須塩原市）

### 群馬県
- あかぎ信用組合（前橋市）
- 群馬県信用組合（安中市）
- ぐんまみらい信用組合（高崎市）
- 群馬県医師信用組合（前橋市）

### 埼玉県
- 埼玉県医師信用組合（さいたま市浦和区）
- 熊谷商工信用組合（熊谷市）
- 埼玉信用組合（本庄市）

### 千葉県
- 房総信用組合（茂原市）
- 銚子商工信用組合（銚子市）
- 君津信用組合（木更津市）

### 東京都
- あすか信用組合（新宿区）
- 全東栄信用組合（千代田区）
- 東浴信用組合（千代田区）
- 文化産業信用組合（千代田区）
- 東京証券信用組合（中央区）
- 東京厚生信用組合（新宿区）
- 東信用組合（墨田区）
- 江東信用組合（江東区）
- 青和信用組合（葛飾区）
- 中ノ郷信用組合（墨田区）
- 共立信用組合（大田区）
- 七島信用組合（大島町）
- 大東京信用組合（港区）
- 第一勧業信用組合（新宿区）
- 警視庁職員信用組合（千代田区）
- 東京消防信用組合（千代田区）
- 東京都職員信用組合（新宿区）
- ハナ信用組合（渋谷区）
- 朝日新聞信用組合（中央区）

### 神奈川県
- 神奈川県医師信用組合（横浜市中区）
- 神奈川県歯科医師信用組合（横浜市中区）
- 横浜幸銀信用組合（横浜市中区）
- 信用組合横浜華銀（横浜市中区）
- 小田原第一信用組合（小田原市）
- 相愛信用組合（愛甲郡愛川町）

## 中部

### 新潟県
- 新潟縣信用組合（新潟市中央区）
- 興栄信用組合（新潟市西区）
- はばたき信用組合（新潟市江南区）
- 協栄信用組合（燕市）
- 巻信用組合（新潟市西蒲区）
- 新潟大栄信用組合（燕市）
- ゆきぐに信用組合（南魚沼市）
- 糸魚川信用組合（糸魚川市）

### 山梨県
- 山梨県民信用組合（甲府市）
- 都留信用組合（富士吉田市）

### 長野県
- 長野県信用組合（長野市）

### 富山県
- 富山県医師信用組合（富山市）
- 富山県信用組合（富山市）

### 石川県
- 金沢中央信用組合（金沢市）
- 石川県医師信用組合（金沢市）

### 福井県
- 福泉信用組合（福井市）
- 福井県医師信用組合（福井市）

### 静岡県
- 静岡県医師信用組合（静岡市葵区）

### 愛知県
- 丸八信用組合（名古屋市中区）
- 信用組合愛知商銀（名古屋市中村区）
- 愛知県警察信用組合（名古屋市中区）
- 名古屋青果物信用組合（西春日井郡豊山町）
- 愛知県医療信用組合（名古屋市中区）
- 愛知県医師信用組合（名古屋市中区）
- 豊橋商工信用組合（豊橋市）
- 愛知県中央信用組合（碧南市）

### 岐阜県
- 岐阜商工信用組合（岐阜市）
- イオ信用組合（岐阜市）
- 岐阜県医師信用組合（岐阜市）
- 飛騨信用組合（高山市）
- 益田信用組合（下呂市）

### 三重県
- 三重県職員信用組合（津市）

## 近畿

### 滋賀県
- 滋賀県民信用組合（大津市）
- 滋賀県信用組合（甲賀市）

### 京都府
- 京滋信用組合（京都市右京区）

### 大阪府
- 大同信用組合（大阪市西区）
- 成協信用組合（東大阪市）
- 大阪協栄信用組合（大阪市中央区）
- 大阪貯蓄信用組合（大阪市淀川区）
- のぞみ信用組合（大阪市中央区）
- 中央信用組合（大阪市福島区）
- 大阪府医師信用組合（大阪市天王寺区）
- 大阪府警察信用組合（大阪市中央区）
- 近畿産業信用組合（大阪市中央区）
- 毎日信用組合（大阪市北区）
- ミレ信用組合（大阪市北区）

### 兵庫県
- 兵庫県警察信用組合（神戸市中央区）
- 兵庫県医療信用組合（神戸市中央区）
- 兵庫県信用組合（神戸市中央区）
- 神戸市職員信用組合（神戸市中央区）
- 淡陽信用組合（洲本市）
- 兵庫ひまわり信用組合（神戸市長田区）

### 奈良県
（なし）

### 和歌山県
- 和歌山県医師信用組合（和歌山市）

## 中国

### 鳥取県
（なし）

### 島根県
- 島根益田信用組合（益田市）

### 岡山県
- 朝銀西信用組合（岡山市北区）
- 笠岡信用組合（笠岡市）

### 広島県
- 広島市信用組合（広島市中区）
- 広島県信用組合（広島市中区）
- 信用組合広島商銀（広島市中区）
- 呉市職員信用組合（呉市）
- 両備信用組合（府中市）
- 備後信用組合（福山市）

### 山口県
- 山口県信用組合（山陽小野田市）

## 四国

### 徳島県
（なし）

### 香川県
- 香川県信用組合（高松市）

### 愛媛県
（なし）

### 高知県
- 土佐信用組合（土佐市）
- 宿毛商銀信用組合（宿毛市）

## 九州・沖縄

### 福岡県
- 福岡県庁信用組合（福岡市博多区）
- 福岡県医師信用組合（福岡市博多）
- 福岡県信用組合（福岡市中央区）

### 佐賀県
- 佐賀県医師信用組合（佐賀市）
- 佐賀東信用組合（佐賀市）
- 佐賀西信用組合（鹿島市）

### 長崎県
- 長崎三菱信用組合（長崎市）
- 長崎県医師信用組合（長崎市）
- 西海みずき信用組合（佐世保市）
- 福江信用組合（五島市）

### 熊本県
- 熊本県医師信用組合（熊本市中央区）
- 熊本県信用組合（熊本市中央区）

### 大分県
- 大分県信用組合（大分市）

### 宮崎県
- 宮崎県南部信用組合（日南市）

### 鹿児島県
- 鹿児島興業信用組合（鹿児島市）
- 鹿児島県医師信用組合（鹿児島市）
- 奄美信用組合（奄美市）

### 沖縄県
（なし）

## 廃業、休業
- Category:かつて存在した日本の信用組合を参照。